# Like a Lady
Like a Lady – electro-popowy singel niemieckiego girlsbandu Monrose. Singel został wydany 28 maja 2010 roku i został napisany przez Risto Asikainena, Zippy’ego Davisa, Ercolę i Alexandra Komlewa, zaś wyprodukowany został przez Tuneverse. Jest to pierwsza piosenka z czwartego studyjnego albumu Monrose pt. Ladylike.

## Lista utworów

### Singiel
1. Like A Lady – 3:09
2. I Surrender – 4:06

### Digital Download
1. Like A Lady (Louis Carpaccio Remix) – 5:00